# アミラ・ダスツール
アミラ・ダスツール（Amyra Dastur、1993年5月7日 - ）は、インドの女優。16歳の時にモデル活動を始め、『Issaq』で映画デビューする。『Mr. X』で高い評価を得た。『Anegan』への出演で南インド国際映画賞のタミル語映画部門新人女優賞にノミネートされている。

## 来歴
大聖堂ジョン・コンノン・スクールを卒業後にディルバイ・アンバニ・インターナショナル・スクールに進学するが、女優を目指すため中退する。ダスツールはパールシーであり、英語とグジャラート語を話すことができる。その後はムンバイのHRカレッジで学んでいる。
コマーシャルのモデルとして女優のキャリアを開始する。2013年公開のボリウッド映画『Issaq』でヒロイン役に起用され、映画デビューする。2017年には中国との合作映画『カンフー・ヨガ』でジャッキー・チェンと共演している。2018年には『Rajugadu』に出演してテルグ語映画デビューする。

## 出演
- Issaq（2013年） - カシュヤップ
- Anegan（2015年） - マドゥミタ、サムドーラ、カラーニ
- Mr. X（2015年） - シヤ・ヴァルマ
- カンフー・ヨガ（2017年） - カイラ
- Kaalakaandi（2018年）
- Oodi Oodi Uzhaikanum（2018年）
- Rajugadu（2018年）
- Manasuku Nachindi（2018年）